# Antonio Sola
Antonio Sola Villalba (Utrillas, Teruel, Aragón, España, 24 de enero de 2001) es un futbolista español que juega en el Real Zaragoza de la Segunda División de España, y en su filial, el Deportivo Aragón, como lateral izquierdo.

## Carrera
Debutó en el Estadio El Toralín el 22 de noviembre de 2020 en el partido que enfrentó al Real Zaragoza, como visitante, contra la S. D. Ponferradina, correspondiente a la 13.ª jornada de la Segunda División de España 2020-21. Entró al terreno de juego sustituyendo a Sergio Bermejo en el minuto 59, pocos minutos después empujaría involuntariamente el balón al defender un córner lo que supondría el gol del empate en propia puerta, en un partido que finalizaría con derrota para los visitantes.

## Clubes
| Club             | País   | Año       |
| ---------------- | ------ | --------- |
| Deportivo Aragón | España | 2020-Act. |
| Real Zaragoza    | España | 2020-Act. |

## Vida personal
El hermano gemelo de Sola, Raúl, también es futbolista. Juega como extremo derecho para el CD Brea.